# Kiel Reijnen
Kiel Reijnen (ur. 1 czerwca 1986) – amerykański kolarz szosowy, zawodnik profesjonalnej drużyny Trek-Segafredo.

## Najważniejsze osiągnięcia
2008
- 5. miejsce w Tour of Hainan

2010
- 1. miejsce w Tour of Thailand
  - 1. miejsce na 1. etapie
- 3. miejsce w Tour of Qinghai Lake
- 4. miejsce w Tour of Hainan
- 3. miejsce w mistrzostwach USA (start wspólny)

2011
- 1. miejsce w Tour of Rwanda
  - 1. miejsce na prologu, 1., 2. i 4. etapie

2012
- 3. miejsce w mistrzostwach USA (start wspólny)

2013
- 1. miejsce w Philadelphia Cycling Classic
- 1. miejsce w Bucks Country Classic
- 1. miejsce na 4. etapie Tour of the Gila
- 3. miejsce w mistrzostwach USA (start wspólny)

2014
- 1. miejsce w Philadelphia Cycling Classic
- 1. miejsce na 1. etapie USA Pro Cycling Challenge

2015
- 1. miejsce na 3. etapie USA Pro Cycling Challenge
- 1. miejsce na 1. etapie Tour of Utah
- 3. miejsce w mistrzostwach USA (start wspólny)

2016
- 1. miejsce na 5. etapie Tour of Utah